# 검암도서관
검암도서관은 인천광역시 서구에 있는 도서관이다.

## 연혁
- 2017년 6월 7일 개관.

## 이용 안내
휴관일
- 매주 월요일
- 일요일을 제외한 법정공휴일(일요일과 공휴일이 겹치는 경우 휴관)
- 특별한 사유로 구청장의 승인을 득한 경우(장서점검 및 시설유지 보수 등)